# Georg 2. af Grækenland
Georg 2., Hellenernes Konge (græsk: Γεώργιος Β΄, Βασιλεύς των Ελλήνων; tr. Geórgios Β΄, Vasiléfs ton Ellínon) (19. juli 1890 – 1. april 1947) var konge af Grækenland 1922-1924 og igen 1935-1947.

## Biografi

### Fødsel og familie
Prins Georg blev født den 19. juli 1890 på slottet Tatoi ved foden af Parnesbjergene på halvøen Attika lidt nord for Grækenlands hovedstad Athen som den ældste søn af Kronprins Konstantin af Grækenland (den senere Konstantin 1.) i hans ægteskab med Sophie af Preussen.

### Første eksil
Han blev i 1917 sammen med sin far Konstantin 1. sendt i eksil og returnerede sammen med ham i 1920, efter at hans broder kong Alexander 1. døde som følge af blodforgiftning efter et abebid.

### Ægteskab
Han giftede sig den 27. februar 1921 i Bukarest med prinsesse Elisabeth af Rumænien (født 12. oktober 1894, død 14. november 1956), datter af Ferdinand 1. af Rumænien og prinsesse Marie af Edinburgh. Parret fik ingen børn og blev skilt den 6. juli 1935.

### Første regeringsperiode
Georg efterfulgte sin fader på tronen 27. september 1922, da hans far blev afsat for anden gang, efter at Grækenland havde tabt den Græsk-tyrkiske krig (1919–1922). Han måtte give op allerede året efter i 1923, og i slutningen af året den 19. december forlod han landet og levede i eksil i Rumænien og senere i Storbritannien. Han blev officielt afsat, da republikken blev proklameret den 25. marts 1924.

### Anden regeringsperiode og Anden Verdenskrig
Han blev genindsat på tronen den 3. november 1935 efter et militærkup mod republikken. Han flygtede fra Athen sammen med regeringen, da tyskerne invaderede landet den 23. april 1941.  Georg drog til Kreta, og da tyskerne angreb øen med flystyrker, blev han evakueret til Egypten og senere til Storbritannien. En folkeafstemning den 1. september 1946 gik ind for genindførelse af monarkiet, og han returnerede til Grækenland den 28. september 1946. Året efter døde han af en pludseligt hjertetilfælde i Kongeslottet i Athen. Han blev efterfulgt som konge af sin lillebroder Paul.
Han blev begravet på den kongelige gravplads ved Tatoi, den græske kongefamilies gravsted ved slottet Tatoi nord for Athen, hvor en stor del af kongefamiliens medlemmer ligger begravet.
På grund af sine mange eksilophold hævdes det, at han har sagt: "det vigtigste værktøj for en konge af Grækenland er en håndkuffert".

## Titler, prædikater og æresbevisninger

### Titler og prædikater

#### Fuld officiel titel som monark
- Hans Majestæt Georg 2., Hellenernes Konge[a][2]